# Аваддон

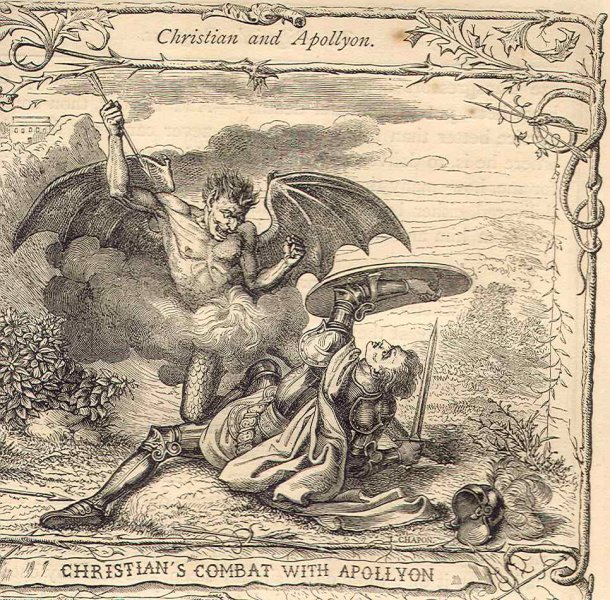
Аполлион (сверху).

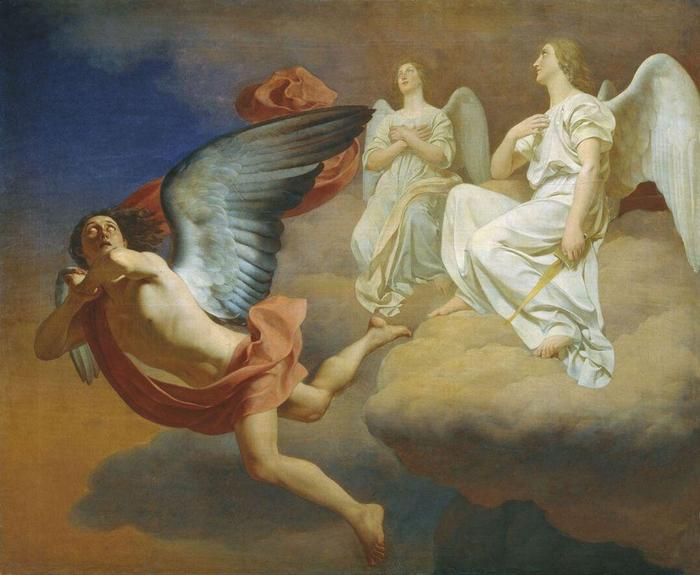

Аваддо́н, также Аввадо́н, Абаддо́н, Аббадо́н (др.-евр. אבדון‬, Ǎḇaddōn; погибель, тление; уничтожение, прекращение бытия), — термин в иудаизме и христианстве. Встречается также вариант Абадонна.
В Ветхом Завете употребляется рядом со словами «смерть» и «преисподняя» — «Аваддон и смерть говорят…» (Иов. 28:22); «Преисподняя и Аваддон [открыты]…» (Прит. 15:11); «Преисподняя обнажена пред Ним, и нет покрывала Аваддону» (Иов. 26:6). Называет царство (мир) теней. Синоним — шеол, еврейское слово, в русском переводе Библии нигде не употребляемое.
В новозаветной книге Откровение Иоанна Богослова — в эпизоде, когда «вострубил» пятый ангел — это имя «ангела бездны», царя саранчи, вышедшей из той бездны, «имя ему по-еврейски Аваддон, а по-гречески Аполлион» (Откр. 9:11) (др.-греч. Ἀπολλύων).

## Библейские трактовки
Слово «абаддон» на иврите означает место уничтожения либо просто переводится как «уничтожение». В раввинистической литературе и в Ветхом Завете Аваддоном именуется одна из областей ада. Так, в Ветхом Завете этот термин употребляется пять раз. В Книге Иова (26:6) и в Притчах (15:11, 27:20) слово Аваддон употреблено в одном ряду со словом шеол, обозначающим могилу всех умерших: как праведных, так и неправедных. В Пс. 87:12 слово Аваддон употреблено со словами «во гробе» (в Синодальном переводе этого стиха значение слова Аваддон передано словосочетанием «место тления»).
В Книге Иова (28:22) Аваддон также упоминается как персонифицированная сущность наряду со Смертью.
В Откровении св. Иоанна Богослова Аваддон (то есть «Губитель») уже однозначно персонифицирован и представляет собой повелителя бездны, ведущего полчища саранчи (др.-греч. ἀκρίς); там же он назван Аполлионом:

По виду своему саранча была подобна коням, приготовленным на войну; и на головах у ней как бы венцы, похожие на золотые, лица же её — как лица человеческие; и волосы у ней — как волосы у женщин, а зубы у ней были, как у львов; на ней были брони железные, а шум от крыльев её — как стук от колесниц, когда множество коней бегут на войну; у ней были хвосты, как у скорпионов, и в хвостах её были жала; власть же её была — вредить людям пять месяцев. Царем над собой имела она ангела бездны; имя ему по-Еврейски Аваддон, а по-Гречески Аполлион.
— Откр. 9:7—11
Некоторые толкователи призывают понимать под образом этой саранчи особый вид демонов:

Образы саранчи заимствованы из книг Исход (10:13—15) и пророка Иоиля (2:1—11), где наказание реальной саранчой предвещает ещё более опустошительное бедствие воинством, посланным свыше (Иоил. 2:11). Сила саранчи, наводящая ужас, сравнима лишь с силой зверя (Откр. 13:1—10). Эти исчадия ада вредят только нечестивым, но не касаются святых (9:4). Страдания постигают грешников уже в этой жизни, и эти страдания предвещают возмездие, ожидающее их в конце (20:11—15). Это видение изображает действие разрушительной, причиняющей страдание силы зла в человеческой душе. Иные толкователи считают видение саранчи сверхъестественной казнью через действие бесовских духов, которые будут выпущены на землю незадолго до Второго пришествия Христа.
— Комментарий Новой Женевской Библии
Именно в значении военного советника ада, обладающего могуществом, Абаддон усваивается религиозной поэзией средних веков и нового времени. Этот образ оказал значительное влияние на русскую романтическую литературу. Имя Аваддона также неоднократно употреблялось в средние века как одно из обозначений сатаны, хотя некоторые источники по-прежнему относят его к святым ангелам, послушным Божьей воле (причиной такого понимания служит текст из Откровения 9:4, где саранче даётся повеление вредить лишь противникам Бога).

## Прочие трактовки
В магической практике Абаддон упоминается редко (например, «Чёрный Ворон», XVI в.). Часто он отождествляется с Сатаной или Самаэлем. Его имя используется в заклинаниях, причиняющих вред. Согласно Агриппе, этот демон является князем 7-го чина демонов, то есть эриний или фурий (лат. furiae), правящих силами раздора, войн и опустошений.
Оригинальная трактовка образа Абаддона предложена религиозной организацией свидетелей Иеговы, согласно которой Абаддон есть не кто иной, как Иисус Христос в карающей ипостаси, возглавляющий воинство саранчи — Своих помазанных Святым Духом последователей, восставших из бездны духовной бездеятельности. В Откровении 19:11—16 Иисус изображается как назначенный Богом Губитель и Исполнитель его приговоров.
По мнению богословов Церкви Иисуса Христа Святых последних дней, в новозаветном сообщении об Абаддоне (Откровение. 9:7—11) описывается пятимесячная война, возможно предвосхищающая битву при Армагеддоне, и военная техника этой войны. Так Джозеф Филдинг Смит-младший говорит, что «древние пророки видели наши автомобили, наши поезда… самолёты, летящие в небе… которые были явлены ещё пророкам Ветхого Завета».

## В искусстве и популярной культуре
- Ф. Г. Клопшток «Мессиада» (1748—1773): Абадонна — падший ангел, обретающий спасение, раскаявшись в своём падении и признав в Христе мессию.
- Стихотворение В. А. Жуковского «Аббадона» (1815) — вольный перевод эпилога «Мессиады» Клопштока.
- Стихотворение А. Фета «Аваддон» (1883 год).
- «Мастер и Маргарита» (Абадонна)
- Во вселенной Warhammer 40000 Абаддон - воитель Хаоса и повелитель чёрного легиона, предавший Императора во время ереси Хоруса[12]
- В литературном проекте SCP Foundation организация "Царство Абаддона" упоминается в SCP-001 "Дети"[13]
- В компьютерной игре The binding of Isaac в качестве артефакта и игрового персонажа
- В модификации к игре Warcraft III: The Frozen Throne - DotA в качестве игрового персонажа
- В компьютерной игре Dota 2 в качестве игрового персонажа